# David Trottier
David „Dave” Trottier (ur. 25 czerwca 1906 w Pembroke, zm. 13 listopada 1956 w Halifaksie) – kanadyjski hokeista drużyny Montreal Maroons, złoty medalista zimowych igrzysk olimpijskich w Sankt Moritz. W 1935 roku zdobył Puchar Stanleya.